# Unbelievable (miniserie)
Unbelievable är en amerikansk verklighetsbaserad webb drama-miniserie från 2019. I huvudrollerna ses Toni Collette, Merritt Wever och Kaitlyn Dever. Serien hade premiär den 13 september 2019 på Netflix. Den handlar om en serie våldtäkter som inträffade mellan 2008 och 2011 i Washington och Colorado. Miniserien är baserad på en nyhetsartikel som publicerades 2015, "An Unbelievable Story of Rape", skriven av journalisterna T. Christian Miller och Ken Armstrong. 

## Rollista i urval

### Huvudkaraktärer
- Toni Collette – Det. Grace Rasmussen, kriminalpolis i Westminster, Colorado
- Merritt Wever – Det. Karen Duvall, kriminalpolis i Golden, Colorado
- Kaitlyn Dever – Marie Adler

### Återkommande
- Eric Lange – Det. Parker, kriminalpolis i Lynnwood, Washington, som tillsätts att utreda Maries ärende
- Bill Fagerbakke – Det. Pruitt, kriminalpolis i Lynnwood, som också tilldelas Maries ärende
- Elizabeth Marvel – Judith, Maries senaste fostermamma
- Bridget Everett – Colleen, en av Maries tidigare fostermammor
- Danielle Macdonald – Amber
- Dale Dickey – RoseMarie
- Liza Lapira – Mia
- Omar Maskati – Elias, RoseMaries dataanalytiker-praktikant på Westminster Police Department
- Austin Hébert – Max Duvall, Karens make, polis vid Westminster Police Department
- Kai Lennox – Steve Rasmussen, Graces make som arbetar för distriktsåklagaren i Westminster, Colorado
- Blake Ellis – Chris McCarthy
- Patricia Fa'asua – Becca, stödperson vid Oakdale Apartments stödboende för ungdomar
- Charlie McDermott – Ty, stödperson vid Oakdale Apartments stödboende för ungdomar
- Hendrix Yancey – Daisy
- Aubrey Fuller – Rosie
- Brent Sexton – Al, Colleens make och Maries tidigare fosterpappa
- Vanessa Bell Calloway – Sarah
- Annaleigh Ashford – Lily
- Scott Lawrence – FBI special agent Billy Taggart
- Shane Paul McGhie – Connor, Maries före detta pojkvän
- Brooke Smith – Dara Kaplan